# سوق الرقعة التاريخي
سوق الرقعة؛ هو سوق تاريخي يقع في وسط أملج التاريخي الواقعة بمحافظة تبوك شمال المملكة العربية السعودية.

## الوصف
يحتوي السوق على دكاكين تجارية تقوم بعرض عدة سلع قديمة و منتجات محلية مثل السمن والعسل والأقط والأسماك المجففة.

## الترميم
قامت وزارة السياحة السعودية بترميم السوق على الطراز المعماري التقليدي للمنطقة  كما وضعت لوحات أثرية على المحال القديمة بأسمائها الأصلية في الماضي حيث كُتب عليها "سوق الصاغة"، "سوق الأقمشة"، "سوق الأخشاب"، "سوق الخضار" كما تم تعليق فوانيس قديمة أعادت السوق لمظهره الأصلي.